# Turn All the Lights On
Turn All the Lights On è un singolo del cantante statunitense T-Pain, pubblicato il 17 gennaio 2012 come terzo estratto dal quinto album in studio RevolveЯ.
Il singolo ha visto la collaborazione del cantante statunitense Ne-Yo.

## Tracce
- Download digitale

1. Turn All the Lights On (feat. Ne-Yo) – 3:37